# 3640 Gostin
3640 Gostin è un asteroide della fascia principale. Scoperto nel 1985, presenta un'orbita caratterizzata da un semiasse maggiore pari a 2,2248042 UA e da un'eccentricità di 0,0860180, inclinata di 4,30796° rispetto all'eclittica.
L'asteroide è dedicato al geologo australiano Victor Gostin.